# Инаугурация Виктора Януковича
Инаугурация Виктора Фёдоровича Януковича в качестве четвёртого Президента Украины состоялась 25 февраля 2010 года в сессионном зале Верховной рады Украины. Виктор Янукович был избран президентом Украины по итогам второго тура президентских выборов, в котором одержал победу над премьер-министром Юлией Тимошенко. Президентскую присягу проводил Председатель Конституционного Суда Украины Андрей Стрижак. На инаугурации отсутствовали почти все депутаты «Блока Юлии Тимошенко» и сама премьер-министр. В то же время на инаугурации присутствовали более 100 иностранных делегаций.

## Выборы и подготовка
Выборы Президента Украины прошли в два тура. По итогам первого тура, состоявшегося 17 января, во второй тур вышли Виктор Янукович, набравший 35,32 % голосов (8 686 642 избирателей), и премьер-министр Юлия Тимошенко, набравшая 25,05 % голосов (6 159 810 избирателей). Во втором туре, прошедшем 7 февраля, победу одержал Янукович, набравший 48,95 % голосов (12 481 266 избирателей), в то время как Тимошенко набрала 45,47 % голосов (11 593 357 избирателей). Против всех проголосовали 4,36 % избирателей.
Верховная Рада Украины постановлением от 16 февраля назначила днём проведения инаугурации 25 февраля 2010 года: решение было поддержано голосами 238 депутатов при необходимом минимуме в 226 голосов. Потерпевшая поражение во втором туре Юлия Тимошенко отказалась поддержать это решение и признать Януковича главой государства. Тем не менее, Виктор Ющенко всё же подписал указ о проведении инаугурации. В тот же день, 16 февраля Юлия Тимошенко подала исковое заявление в Высший административный суд Украины об обжаловании результатов президентских выборов, заявив, что предоставила 9 томов, свидетельствующих о фальсификациях на избирательных участках. Однако 20 февраля она отозвала своё исковое заявление.
За два до инаугурации, 23 февраля в Киеве обвалился памятник легендарным основателям города — лодка, на которой стояли фигуры основателей, треснула пополам, что некоторые местные жители рассмотрели как дурной знак, предвещавший раскол страны. В связи с этим памятник был демонтирован для реконструкции, а его открытие состоялось 28 мая того же года, в канун дня Киева. 24 февраля прошла репетиция инаугурации в Верховной Раде, в которой приняли участие избранный президент Виктор Янукович, глава ЦИК Владимир Шаповал, председатель Верховной Рады Владимир Литвин и глава Конституционного суда Андрей Стрижак. В связи с репетицией проход по улице Банковой, где находился секретариат президента, был закрыт для проезда. В ночь перед самой инаугурацией эвакуаторы вывезли все автомобили с центральных улиц, по которым должны были проехать кортеж с Януковичем и приглашённые на инаугурацию иностранные гости. Юлия Тимошенко перед инаугурацией предупреждала, что власти могут перекрыть центральные улицы и даже эвакуировать транспорт, припаркованный рядом с Лаврой, однако эти опасения не оправдались.
Прямую трансляцию церемонии инаугурации осуществляли Национальная телекомпания Украины, Национальная радиокомпания Украины, телеканал «Интер» и другие СМИ.

## Ход инаугурации

### Прибытие в здание Верховной рады
За полтора часа до инаугурации, в 9:00 в Киево-Печерской лавре начался торжественный молебен, на котором патриарх Русской православной церкви Кирилл благословил Виктора Януковича на президентство. Янукович прибыл в Лавру примерно в 9:05. Вплоть до момента появления Януковича в Лавре в прессе ходили слухи о том, что он может и не приехать на благодарственный молебен. Патриарх Кирилл сказал Януковичу следующее: «В стенах Киево-Печерской лавры, откуда пошла Русь святая, мы сейчас молились, чтобы Господь благословил ваше восхождение во власть Президента Украины». Обращение к избранному президенту патриарх завершил первыми строчками одного из вариантов «Молитвы за Украину»: «Боже великий, единый, Русь-Украину храни», подарив Януковичу икону Спасителя. В молебне участвовал и предстоятель УПЦ МП Блаженнейший Митрополит Киевский и всея Украины Владимир.
Верховную Раду в день инаугурации охраняло три кордона милиции, в связи с чем аккредитованные на инаугурацию журналисты едва успели попасть внутрь. Имела место попытка митинга группы националистов-противников Януковича у станции метро «Арсенальная», однако силами милиции никаких провокаций допущено не было. Попытка митинга националистов у Верховной Рады тоже потерпела неудачу, поскольку место там заняли сторонники Партии регионов и журналисты. В день инаугурации ложу прессы предоставили для почётных гостей, и журналисты наблюдали за инаугурацией на экранах, установленных в холле. На некоторое время было закрыто шоссе из аэропорта Борисполь, по которому в Верховную Раду прибывали официальные делегации. При этом люди прогуливались свободно в Мариинском парке, прилегавшем к зданию Верховной Рады.
В сессионном зале Рады депутаты стали собираться примерно с 9:40, однако к 10 часам утра, когда началось торжественное заседание Рады, зал не был заполнен и наполовину. Пустовала как минимум треть мест в связи с отказом депутатов БЮТ и фракции НУНС от посещения инаугурации. Около 10:10 автомобиль с Виктором Януковичем подъехал к зданию Верховной Рады. Во время входа новоизбранного президента в здание произошёл конфуз — из-за резкого порыва ветра прямо перед Януковичем закрылись двери Верховной Рады. Солдатам из почётного караула удалось придержать двери, хотя сделано это было в нарушение протокола. В дальнейшем пресса много говорила о том, что закрывшиеся перед Януковичем двери могли символизировать множество проблем, с которыми ему предстояло столкнуться за время президентского срока.

### Присяга и символы президента Украины
Спикер Верховной Рады Владимир Литвин зачитывал достаточно долго список гостей, прежде чем ему сообщили, что избранный Президент Украины уже прибыл. Пресса отмечала, что от волнения Литвин неправильно произносил некоторые фамилии. Виктор Янукович вошёл в сессионный зал Верховной Рады под звуки марша «За Україну, за її волю». После этого Владимир Литвин объявил церемонию открытой, а хор исполнил гимн Украины. Президент во время исполнения гимна не подпевал ему, что в дальнейшем использовали критики Януковича, укоряя его за подобное поведение.
Глава Центральной избирательной комиссии Владимир Шаповал объявил официальные результаты президентских выборов, а глава Конституционного суда Андрей Стрижак объявил, что нет никаких юридических препятствий для вступления Виктора Фёдоровича Януковича в должность Президента Украины, и вручил ему текст президентской присяги. Положив кисть правой руки на Конституцию Украины, а ладонь — на Пересопницкое Евангелие, Виктор Янукович произнёс слова присяги:

Я, Виктор Янукович, волею народа избранный президентом Украины, вступая на этот высокий пост, торжественно присягаю на верность Украине. Обязуюсь всеми своими делами защищать суверенитет и независимость Украины, заботиться о благе Отечества и благополучии украинского народа, отстаивать права и свободы граждан, соблюдать конституцию Украины и законы Украины, выполнять свои обязанности в интересах всех соотечественников, поднимать авторитет Украины в мире.
Оригинальный текст (укр.)Я, Віктор Янукович, волею народу обраний Президентом України, заступаючи на цей високий пост, урочисто присягаю на вірність Україні. Зобов'язуюсь усіма своїми справами боронити суверенітет і незалежність України, дбати про благо Вітчизни і добробут Українського народу, обстоювати права і свободи громадян, додержуватися Конституції України і Законів України, виконувати свої обов'язки в інтересах усіх співвітчизників, підносити авторитет України у світі.

Свою присягу Янукович скрепил своей подписью, заняв место главы государства рядом с главой президиума Верховной Рады. Гвардейцы из почётного караула внесли в зал штандарт президента Украины, а глава Конституционного суда вручил Януковичу свидетельство о вступлении на пост Президента Украины, представлявшее собой красную книжку формата A5. Далее были внесены официальные символы главы государства: знак, государственная печать и булава, которые Янукович принял из рук главы Конституционного суда. Пресса отмечала, что Виктор Янукович достаточно долго демонстрировал гостям в зале принятую им государственную печать и в первый раз улыбнулся за время процедуры инаугурации, а после принятия булавы даже потряс ею над головою. Глава ЦИК вручил Януковичу удостоверение Президента Украины в виде синей книжки формата A5, которое тот положил в нагрудный карман пиджака, хотя официальный протокол требовал, чтобы президент положил свидетельство на протянутую ему красную подушку.

### Инаугурационная речь
Далее в зале парламента прозвучала «Молитва за Украину», после которой Виктор Янукович произнёс свою инаугурационную речь. Среди главных приоритетов, которые обозначил Янукович в своём выступлении, были реформа правительства, сокращение аппарата, образование дееспособной исполнительной власти и создание сильного и стабильного парламентского большинства. В частности, он обещал создать правительство профессионалов, а также сократить расходы на содержание Секретариата президента Украины и бюрократической системы.
Янукович обратил внимание на множество экономических проблем, с которыми столкнулась Украина, и выразил уверенность в возможности спасти страну от социально-экономического коллапса и вывести её на путь ускоренного развития. За счёт сокращений расходов на содержание Секретариата президента и бюрократической системы Янукович пообещал выплатить задолженности по зарплатам и пенсиям, чего не добилось предыдущее руководство страны. Как и его предшественники, он пообещал прилагать все усилия по борьбе против коррупции в стране. Он подчеркнул необходимость осуществления технического прорыва в стране.
В сфере внешней политики Янукович пообещал развивать равноправные и взаимовыгодные отношения с Россией, Европейским союзом и США, но пообещал сохранять статус Украины как европейского внеблокового государства. Он назвал Украину «мостом между Востоком и Западом» и «интегральной частью Европы и бывшего СССР». В своей речи он охарактеризовал Европейский союз как «единый мир» и «гарант мирного сосуществования разных цивилизаций», способный гарантировать энергетическую, экологическую и продовольственную безопасность. Он выразил готовность участвовать в подобных процессах в качестве внеблокового государства, но отметил, что перед международным сообществом стоят вызовы, диктующие необходимость объединяться «в как можно более широком формате».
Комментируя политический кризис в стране, Янукович не упомянул никоим образом остроту противостояния на выборах с Юлией Тимошенко, непризнание последней результатов второго тура и возможность очередного раскола в Раде. В то же время он напомнил, что парламент является местом для дискуссий, и призвал депутатов Рады объединиться вокруг нового главы государства ради спасения страны.

### Верховный главнокомандующий
Церемония завершилась около 10:40. После исполнения гимна Украины Янукович со знаком президента Украины и в сопровождении почётного караула покинул здание Верховной Рады. В 10:45 он прибыл на улицу Банковую, где встретился с руководством Вооружённых сил Украины, приняв командование вооружёнными силами. Янукович выслушал рапорт от начальника Генерального штаба Ивана Свиды. Ему как Верховному главнокомандующему представились начальник Генерального штаба, командующие родами войск Вооружённых сил, командующий Внутренними войсками, командующий Пограничными войсками и глава Службы безопасности Украины. После того, как Янукович в сопровождении начальника Генерального штаба обошёл строй почётного караула и занял специальное место на площади перед Секретариатом, состоялась церемония поднятия государственного флага Украины и флага президента Украины. Оркестр исполнил гимн Украины, прозвучали залпы салюта. После поднятия флагов почётный караул прошёл торжественным маршем.

### Секретариат президента Украины
После того как караул прошёл торжественным маршем, Виктор Янукович примерно в 10:54 вошёл в здание Секретариата президента Украины. Там он встретился со своим предшественником Виктором Ющенко, который официально передал ему свои полномочия. Встреча Януковича с Ющенко была очень короткой, но известно, что Ющенко представил Януковичу отчёт на 38 листах о проделанной работе на посту президента и социально-экономической ситуации в стране, а также рекомендации на будущее.
После этого Виктор Янукович приступил к выполнению своих обязанностей, подписав первые указы, которые были связаны с преобразованием Секретариата президента Украины в Администрацию президента Украины и назначением новых сотрудников на соответствующие должности в только что образованной Администрации. Известно, что ещё до инаугурации Януковича ряд сотрудников Секретариата президента Украины подали в отставку, а в соответствии с указом Президента Секретариат покинули все оставшиеся там сотрудники. Главой Администрации был назначен Сергей Лёвочкин, которому Янукович поручил в течение недели предоставить предложения о сокращении предельной численности сотрудников Администрации на 20 %.
Церемония инаугурации заняла не более 40 минут. На фоне последствий финансового и политического кризиса инаугурация прошла без пышных торжеств и массовых гуляний на Майдане. Новый глава Администрации Лёвочкин заявил, что стоимость инаугурации обошлась в 250 тысяч долларов. Хотя источники финансирования не были названы, было доподлинно известно, что правительство Юлии Тимошенко категорически отказалось оплачивать церемонию.

## Присутствовавшие на инаугурации

### Иностранные делегации
Согласно заявлению тогдашнего министра иностранных дел Петра Порошенко, на инаугурацию должны были прибыть 11 глав государств, четыре руководителя международных организаций, четверо руководителей парламентов и 15 министров иностранных дел. В итоге на самой церемонии инаугурации присутствовали более 100 делегаций, в том числе 7 президентов и 8 премьеров:
- Австрийская Республика — член Федерального правительства, государственный секретарь Министерства финансов Райнхольд Лопатка[нем.][24]
- Азербайджанская Республика — премьер-министр Артур Расизаде[31][24]
- Алжирская Народная Демократическая Республика — заместитель председателя Совета нации парламента Абдеррезак Буара[фр.][24]
- Республика Армения
  - Президент Серж Саргсян[32][24]
  - Председатель партии «Процветающая Армения», депутат парламента Гагик Царукян[32]
  - Советник президента Армении Андраник Манукян[32]
  - Посол Армении на Украине Армен Хачатрян[32]
- Королевство Бельгия — министр по вопросам предпринимательства Винсент ван Квикенборн[24]
- Республика Болгария — вице-президент Ангел Марин[33][24]
- Венгерская Республика — президент Ласло Шойом[34][24]
- Федеративная Республика Германия — министр по вопросам Европы Вернер Гойер[24]
- Грузия
  - Председатель парламента Давид Бакрадзе[14][24]
  - Вице-спикер парламента Михаил Мачавариани[14]
- Израиль — вице-премьер-министр, министр иностранных дел Авигдор Либерман[35][24]
- Королевство Испания — государственный секретарь Министерства иностранных дел Анхель Лосада[исп.][24]
- Республика Казахстан — премьер-министр Карим Масимов[25][36][24]
- Канада — государственный министр иностранных дел по вопросам сотрудничества со странами Америки Питер Кент[англ.][24]
- Республика Кипр — министр иностранных дел Маркос Киприану[англ.][24]
- Китайская Народная Республика — министр сельского хозяйства Хань Чанфу[24]
- Демократическая Республика Конго — министр иностранных дел Алексис Тамбе Мвамба[24]
- Латвийская Республика — президент Валдис Затлерс[14][34] с супругой[24]
- Великая Социалистическая Народная Ливийская Арабская Джамахирия — специальный представитель Лидера ливийской революции, секретарь по европейским вопросам Министерства иностранных дел Абдул Ати аль-Абейди[24]
- Литовская Республика — президент Даля Грибаускайте[37][34][24]
- Республика Македония — президент Георге Иванов[34][24]
- Королевство Марокко — первый вице-премьер-министр Мохан Лаэснер[англ.][24]
- Республика Молдова — исполняющий обязанности президента, председатель парламента Михай Гимпу[38][24]
- Объединённые Арабские Эмираты — министр культуры, молодёжи и социального развития Абдул Рахман Мухаммед аль-Овайс[англ.][24]
- Султанат Оман — министр промышленности и торговли Макбул бин Али бин Султан[24]
- Республика Польша — президент Лех Качинский[39][40][24]
- Российская Федерация
  - Председатель Государственной думы Федерального собрания Борис Грызлов[15][12][24]
  - Глава Администрации Президента Сергей Нарышкин[15][12]
  - Советник президента РФ, спецпредставитель по вопросам экономического сотрудничества со странами СНГ Виктор Черномырдин[12]
  - Заместитель главы МИД РФ Григорий Карасин[12]
  - Патриарх Московский и всея Руси Кирилл[6]
- Румыния — глава палаты депутатов парламента Роберта Анастасе[38][24]
- Сербия — первый вице-премьер-министр, министр внутренних дел Ивица Дачич[41][42][24]
- Словацкая Республика — заместитель председателя Национального совета Мирослав Чиж[24]
- Республика Словения — государственный секретарь Министерства иностранных дел Драголюба Бенчина[словен.][24]
- Соединённые Штаты Америки
  - Советник президента по вопросам национальной безопасности Джейс Джеймс Джоун[13][43][12][24]
  - Заместитель госсекретаря США по делам Европы и Евразии Филип Гордон[43][12]
  - Спецпосланник США по вопросам прав женщин Мелани Вервеер[англ.][43][12]
  - Директор по европейским экономическим вопросам и отношениям с ЕС Совета по нацбезопасности США Кристина Квин[43][12]
  - Посол США на Украине Джон Теффт[43][12]
- Республика Таджикистан — премьер-министр Окил Окимов[44][45][24]
- Туркменистан — заместитель председателя Кабинета министров Дерягелди Оразов[6][14][24]
- Турецкая Республика — министр иностранных дел Ахмет Давутоглу[24]
- Республика Узбекистан — министр иностранных дел Владимир Норов[46][47][24]
- Французская Республика — государственный секретарь по европейским делам Пьер Леллюш[24]
- Республика Хорватия — государственный секретарь по политическим вопросам и европейской интеграции Министерства иностранных дел Давор Божинович[24]
- Черногория — президент Филип Вуянович[34][24]
- Чешская Республика — заместитель председателя Сената Милан Штех[24]
- Швейцарская Конфедерация — министр иностранных дел Мишелин Калми-Ре[24]
- Королевство Швеция — министр по вопросам интеграции, демократии и прав человека Ньянко Сабуни[24]
- Экваториальная Гвинея — министр иностранных дел Пасторо Ондо Мичабиле[24]
- Эстонская Республика — посол Эстонии на Украине Яан Хейн[48]
- Европейский Союз — высокий представитель по иностранным делам заместитель главы Европейской комиссии Кетрин Эштон[13][14][24]
- Европейский парламент — председатель Ежи Бузек[14][24]
- Парламентская ассамблея Совета Европы — президент Мевлют Чавушоглу[14][24]
- Еврокомиссар по вопросам внешней политики и европейской политики соседства Штефан Фюле[14]
- Организация Североатлантического договора (НАТО) — заместитель генерального секретаря Роберт Симмонс[49][24]
- Организация по безопасности и сотрудничеству в Европе — действующий председатель Канат Саудабаев[24]
- Содружество Независимых Государств — исполнительный секретарь Сергей Лебедев[24]
- Организация черноморского экономического сотрудничества — заместитель генерального секретаря Алёша Недельчев[24]

Среди гостей был заявлен и президент Республики Беларусь Александр Лукашенко, однако он не присутствовал в зале в момент инаугурации. Владимир Литвин объяснил, что Лукашенко будет присутствовать на торжествах после окончания церемонии инаугурации.

### Официальные лица Украины
Согласно официальному заявлению спикера Верховной рады Владимира Литвина, на торжественном заседании Верховной рады Украины в день инаугурации присутствовали народные депутаты Украины, президенты Украины, бывшие председатели Верховной рады Украины и правительства Украины, глава и члены Конституционного суда Украины, глава Верховного суда Украины, глава Высшего хозяйственного суда Украины, глава Высшего административного суда Украины, Генеральный прокурор Украины, глава Национального банка Украины, глава и члены Центральной избирательной комиссии, президент Национальной академии наук Украины, глава Службы безопасности Украины, глава Службы внешней разведки Украины, Уполномоченный Верховной рады Украины по правам человека, глава Счётной палаты, члены правительства, глава Верховного Совета Автономной Республики Крым, глава Совета министров Автономной Республики Крым, главы областных советов, Киевский городской голова, голова Севастопольского городского совета, руководители церквей.
Аппарат Рады отправил приглашение на церемонию всем бывшим президентам, председателям Рады и премьер-министрам, а также председателям областных советов и всем, кого назначал или на чьё назначение давал согласие парламент. Участие в инаугурации подтвердили министр по вопросам семьи, молодежи и спорта Юрий Павленко, министр культуры и туризма Василий Вовкун и министр здравоохранения Василий Князевич. Из трёх экс-президентов Украины на церемонии присутствовал только второй президент Украины, Леонид Кучма. В ложе почётных гостей находилась супруга избранного президента Украины Людмила и её старший внук, хотя пресса утверждала, что Людмила Александровна останется дома и будет смотреть инаугурацию по телевизору.

### Отказавшиеся от участия
Первый президент Украины Леонид Кравчук отказался посещать инаугурацию. Инаугурацию не посетил предшественник Януковича Виктор Ющенко, однако он встретился с Януковичем в Секретариате Президента Украины уже после окончания инаугурации. По политическим мотивам церемонию проигнорировали премьер-министр Юлия Тимошенко, проигравшая во втором туре президентских выборов, и почти вся парламентская фракция «Блок Юлии Тимошенко».
В канун церемонии депутаты БЮТ ещё пребывали в раздумьях и даже предварительно договорились прийти на инаугурацию, равно как и депутатская группа «Народная самооборона». По мнению журналистки Ольги Алленовой, поводом для отказа депутатов БЮТ посещать инаугурацию стало благословение Виктора Януковича патриархом Кириллом, которое состоялось утром. Несколько депутатов от БЮТ всё же появились в зале заседаний незадолго до начала инаугурации. В зале отсутствовали предстоятель УПЦ КП Филарет и представители других канонически непризнанных православных церквей Украины. Министр топлива и энергетики Юрий Продан заявил, что придёт на инаугурацию, только если её посетит Юлия Тимошенко.
От посещения церемонии отказался президент Грузии Михаил Саакашвили. В последний момент от поездки отказался президент Туркменистана Гурбангулы Бердымухамедов, направивший туда вице-премьера Дерягелди Оразова. Президент России Дмитрий Медведев тоже отсутствовал среди гостей: украинские СМИ утверждали, что этому якобы могло способствовать решение Януковича нанести свой первый официальный визит в качестве президента не в Москву, а в Брюссель. Депутат Анна Герман прокомментировала эти слухи тем, что Виктор Ющенко свой первый визит после инаугурации нанёс в Москву, однако его политика фактически носила антироссийский характер. В действительности Медведев не смог прибыть на инаугурацию, поскольку на 25 февраля у него были запланированы переговоры с президентом Ливана Мишелем Сулейманом.

## Приём в «Украинском доме»
Было объявлено, что во второй половине дня Виктор Янукович организует приём для руководителей иностранных делегаций. Приём состоялся в 14:00 в так называемом «Украинском доме» (Крещатик, дом 2). Гостям были поданы на фуршете как европейские блюда, так и блюда украинской национальной кухни. Среди гостей фуршета были президент Беларуси Александр Лукашенко, бывший посол России на Украине Виктор Черномырдин, украинские миллиардеры Ринат Ахметов и Виктор Пинчук, министр иностранных дел Пётр Порошенко, бывший президент Украины Леонид Кучма и депутат Верховной Рады Анна Герман, вошедшая в Администрацию президента Украины в соответствии с подписанными в тот же день указами Януковича. Было объявлено, что вечером Виктор Янукович посетит матч Лиги Европы УЕФА между «Шахтёром» и «Фулхэмом».